# 郷福寺
郷福寺（きょうふくじ）は、長野県塩尻市にある高野山真言宗の寺院。山号は桔梗山。本尊は大日如来。

## 概要
善光寺街道郷原宿にあり、創建は不詳。慶長17年（1612年）に憲快法印により中興された。現在の堂宇は文政4年（1821年）の宿場大火後に再建された。本堂は嘉永7年（1854年）木曽の大工斎藤常吉の手になり、その師である立川和四郎富昌が上棟式に使用した木槌が所蔵されている。本堂前には安永4年（1775）に詠まれた松尾芭蕉の句碑がある。表門は明治維新後に中山道贄川宿本陣千村家から移設された。境内には明治13年（1880年）6月25日の明治天皇巡幸を記念した「明治天皇駐駅記念碑」（長野県知事大村清一揮毫）や「明治天皇郷原御膳水碑」が立つ。

## 境内

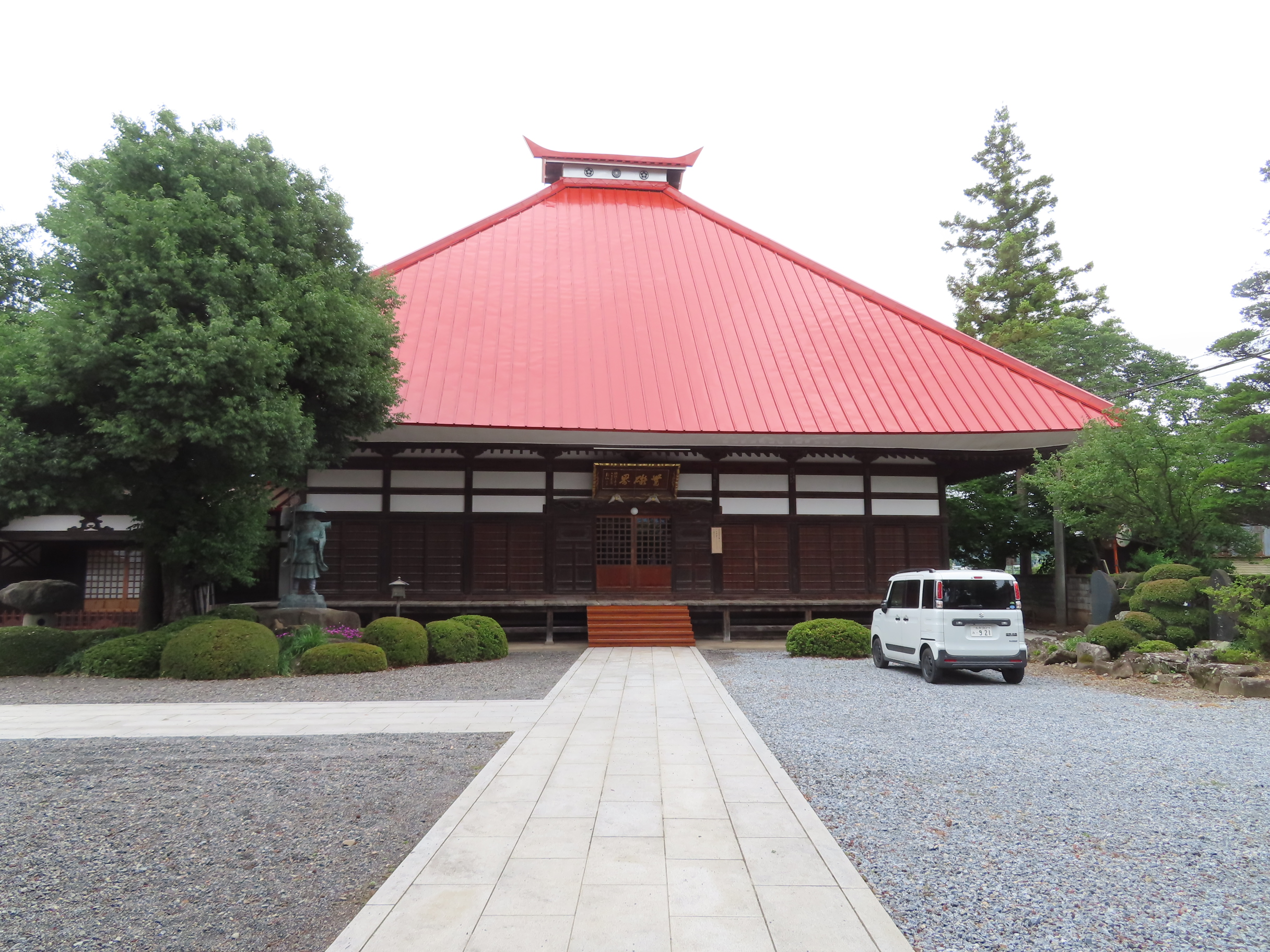
本堂

- 本堂
- 薬師堂（1983年再建）
- 不動堂（1988年再建）
- 庫裡
- 土蔵
- 山門

## 交通アクセス
- 長野自動車道塩尻北I.Cから車で約15分
- JR中央本線塩尻駅から車で約10分